# Tabanus campechianus
Tabanus campechianus är en tvåvingeart som beskrevs av Townsend 1897. Tabanus campechianus ingår i släktet Tabanus och familjen bromsar. Inga underarter finns listade i Catalogue of Life.